# Brandywine
Brandywine é uma região censo-designada localizada no estado americano de Maryland, no Condado de Prince George's.

## Demografia
Segundo o censo americano de 2000, a sua população era de 1410 habitantes.

## Geografia
De acordo com o United States Census Bureau tem uma área de 
11,4 km², dos quais 11,4 km² cobertos por terra e 0,0 km² cobertos por água. Brandywine localiza-se a aproximadamente 61 m acima do nível do mar.

## Localidades na vizinhança
O diagrama seguinte representa as localidades num raio de 12 km ao redor de Brandywine. 